# Airbus A321MPA
Airbus A321 MPA ist ein Vorschlag von Airbus Defence and Space für eine maritime Überwachungsvariante des Airbus A321XLR, die mit der Boeing P-8 Poseidon konkurrieren soll.
Das A321 MPA-Programm ist eine Reaktion von Airbus Defence and Space auf die weltweit wachsende Nachfrage nach modernen Seepatrouillenflugzeugen. Basierend auf der Plattform des erfolgreichen Verkehrsflugzeugs A321 soll die MPA über fortschrittliche Missionssysteme, die Fähigkeit, Torpedos und Anti-Schiffs-Raketen abzufeuern, sowie modernste Sensoren verfügen.
Der Einsatz des A321-Rumpfes soll im Vergleich zu kleineren Typen wie dem Airbus C295 Persuader eine größere Treibstoff- und Frachtkapazität ermöglichen und damit die Einsatzreichweite deutlich erweitern. Während die C295 Persuader eine beliebte Wahl für Seepatrouillen in Ländern mit geringeren Anforderungen ist, will die A321 MPA in der Kategorie der Flugzeuge mit größerer Reichweite und Kapazität konkurrieren, wo die Boeing P-8 Poseidon in den letzten Jahren den Markt dominiert hat. Airbus argumentiert, dass die Wahl des A321 Logistik- und Wartungsvorteile für Betreiber bietet, die bereits Flugzeuge der A320-Familie nutzen.
Die Boeing P-8 Poseidon, basierend auf der Boeing 737, ist derzeit der Standard für die Langstrecken-Seepatrouille und wird von Ländern wie den Vereinigten Staaten, Indien und Australien eingesetzt. Airbus betont jedoch, dass der A321 MPA ein moderneres Design, Treibstoffeffizienz und niedrigere Betriebskosten bietet. Andererseits wurde der C295 Persuader von Airbus auch als wirtschaftliche Alternative für maritime Missionen beworben, obwohl er aufgrund seiner Größe über eingeschränktere Fähigkeiten verfügt. Dies hat zu einer gewissen internen Rivalität bei Airbus geführt, da beide Plattformen auf unterschiedliche Marktsegmente abzielen.